# Florent Prévost
Florent Prévost (1794 – 1870) è stato un naturalista francese.
Prévost era naturalista assistente al Museo nazionale di storia naturale di Francia. È stato l'autore di varie opere zoologiche, tra le quali Les Pigeons par Madame Knip (1843) e Histoire Naturelle des Oiseaux d'Europe (1845), assieme a C. L. Lemaire.
Classificò gli uccelli raccolti nel corso del viaggio della nave La Venus, assieme a Marc Athanese Parfait Oeillet Des Murs, e gli uccelli e i mammiferi provenienti da una spedizione francese in Abissinia (1839-1843).